# Rodolphe Strebelle
Rodolphe-Arman Strebelle (Doornik, 22 juni 1880 – Ukkel, 9 mei 1959) was een Belgische kunstschilder, aquarellist, graficus, ontwerper van kartons voor tapijten, ontwerper van glas-in-lood-ramen, glas en glasmozaïeken.
Hij schilderde in de stijl van het Brabants fauvisme en het expressionisme
Hij was de vader van kunstschilder Jean-Marie Strebelle (1916–1989), architect Claude Strebelle (1917-2010) en beeldhouwer Olivier Strebelle (1927-2017).

## Opleiding
Rodolphe Strebelle begon op veertienjarige leeftijd met avondlessen, waarschijnlijk aan de Academie voor Schone Kunsten in Sint-Joost-ten-Node. Het was zijn bedoeling om violist te worden, maar door blijvende gehoorschade die hij opliep bij een operatie moet hij deze droom opgeven en besliste hij om kunstschilder te worden.
Hij kwam uit een arm gezin, hij moest zorgen voor het onderhoud van zijn moeder en zussen. Hij kon zijn opleiding tot kunstenaar volgen dankzij de steun van een van zijn leraars, de schilder-decorateur Adolphe Crespin, die zijn talent opmerkte en hem gedurende15 jaar als assistent in zijn atelier in dienst nam. Ook Henri Evenepoel werkte daar. Rodolphe Strebelle zei van zich zelf: "Ik was een vakman voordat ik kunstenaar werd".
In 1902 zette hij zijn opleiding verder aan de Koninklijk Academie voor Schone Kunsten in Brussel. Hier volgde hij tekenlessen "levend model" van de symbolistische schilder Jean Delville en was er ook leerling van Isidore Verheyden.
In 1912 ging hij naar het gratis atelier L'Effort, waar hij bevriend raakte met Auguste Oleffe, die veel invloed op hem had.
Terwijl hij voordien in een "intimistisch" impressionistische stijl schilderde, ging hij nu spontaan en ongeremd schilderen en werd zijn stijl, net als zijn Brabantse collega's, een intiem fauvisme.
Hij huwde in 1914 met Clara Catharina Cochius (gekend onder de naam "Poppy" of "Pop"), een Nederlandse kunstenares. Zij had een belangrijke invloed op zijn verdere loopbaan. Hij zou pas rond deze periode als dertiger van de kunst zijn beroep maken.

## Fauvisme
Voor de oorlog werd het werk van Rodolphe Strebelle gekenmerkt door intieme familietaferelen in gezellige tuinen en interieurs, met een bijzondere belangstelling voor kindertaferelen en het moederschap.
Hij bracht de oorlog door in Tervuren en ging daarna in Ukkel wonen. In de jaren '20 werd zijn stijl meer synthetisch.
Vanaf 1922 gaf hij les "decoratieve compositie" aan de Koninklijke Academie voor Schone Kunsten in Sint-Jans-Molenbeek. Hij zou dit gans zijn verdere beroepsleven blijven doen.
Een zomerverblijf aan de Noordzee was voor hem een gelegenheid om veel aquarellen te maken. Hij suggereert de vorm zonder deze af te bakenen.
In 1925 overleed zijn dochtertje Anne-Claire (Nane). Deze dramatische gebeurtenis zou zijn visie op de wereld en dus ook op zijn werk veranderen.

## Expressionisme
Hij kwam tot een rigoureuze stijl, met veel aandacht voor de vorm en het detail, ver weg van de lijn van Oleffe. Met Gustave Van de Woestijne als voorbeeld streefde hij naar  een evenwicht tussen vorm en kleur, wat leidde tot zijn lidmaatschap van de groep "Nervia" in 1929. Deze groep was een jaar eerder was opgericht, met de steun van de verzekeringsmakelaar en kunstliefhebber, Léon Eeckman, door Anto Carte, eveneens oud-leerling van Delville, en door Louis Buisseret. Net zoals hun Vlaamse tegenhanger "De Latemse School", wilde deze groep vanuit een innerlijke overtuiging, de klassieke vorm van kunst nieuw leven inblazen.
Rodolphe Strebelle nam deel aan bijna alle tentoonstellingen van de groep Nervia, vooral met aquarellen. In deze periode maakte hij zeer weinig olieverfschilderijen. Zijn kunst was soms religieus geïnspireerd.
Hij bezocht regelmatig Bretagne waar hij als talentrijk aquarellist veel landschappen, lege stranden en een woelige zee schilderde.
Hij ontwierp kartons voor muurtapijten en voor glas-in-lood-ramen, maar ook vazen en glasmozaïeken voor de "Glasfabriek Leerdam", waarvan zijn schoonbroer directeur was.
Van 1935 doceerde hij "Boekillustratie" en "Toegepaste commerciële decoratie" aan het Hoger Instituut voor Decoratieve Kunsten van Ter Kameren. Hij zou dat tot 1946 doen.

## Intimisme
Tijdens de Tweede Wereldoorlog nam zijn kunst opnieuw een wending, hij was duidelijk zwaarmoedig. Hij schilderde enkele stillevens met goed gedetailleerde objecten en enkele zeer realistische portretten in sombere en gedempte tinten. Maar zijn favoriete onderwerp bleven de landschappen van Brabant en de Ardennen, waar hij thuis was.
Van zodra de oorlog beëindigd was, keerde Strebelle terug naar Bretagne, waar hij zijn intimistische manier van schilderen terugvond.
Hij werkte met lichte kleuren aangebracht door zachte toetsen. Hij concentreerde zich nu volledig op werken met olieverf op doek of papier.
Een verblijf in Italië, in Santa Margherita Ligure, waar hij de eerste prijs won in een schilderwedstrijd "landschappen", deed hem het mediterrane landschap ontdekken.
De laatste tien jaar van zijn leven keerde Strebelle terug naar het aquarel om vooral mediterrane landschappen, havens en vergezichten te schilderen, zoals van Cannes, St Tropez, Tossa de Mar, Collioure, Cadaqueé en Llançà. Zijn kleuren waren dominant turkoois en oker.
Rodolphe Strebelle was voorzitter van de "Belgische Vereniging van Aquarellisten" en lid van de "Belgische vereniging van schilders van de zee". Hij was winnaar van talrijke prijzen en lid van de Koninklijke Academie van België (1954) en Grootofficier in de Leopoldsorde.
Hij overleed onverwacht op 9 mei 1959 in Ukkel als gevolg van een kortstondige ziekte.

## Musea
- Museum voor Schone Kunsten Brussel  https://fine-arts-museum.be/fr/la-collection/rodolphe-strebelle-mere-et-enfants?artist=strebelle-rodolphe-1
- Museum voor Schone Kunsten Antwerpen https://kmska.be/nl/meesterwerk/zelfportret-33
- Museum van Elsene https://www.tripadvisor.fr/LocationPhotoDirectLink-g1136493-d245990-i135811148-Musee_des_Beaux_Arts_d_Ixelles-Ixelles_Brussels.html
- Museum voor Schone Kunsten Luik (Nature Morte 1949) https://www.cultureliege.be/annuaire/name/musee-des-beaux-arts-de-liege-bal/
- Musée de Tapisserie Mons https://web.archive.org/web/20230129142815/https://inventaire.proscitec.asso.fr/objets/tamat-musee-de-la-tapisserie-et-des-arts-textiles/strebelle-rodolphe-le-doudou-de-mons/
- Museum voor Schone Kunsten Doornik
- Museé de Grenoble https://www.museedegrenoble.fr/oeuvre/3704/1922-le-calvaire.htm
- Nationaal Museum voor Schone Kunsten in Riga (Letland) https://www.thebulletin.be/belgium-and-latvia-shared-interest-contemporary-art
- Les Bateliers Namur :[2] https://www.namur.be/fr/loisirs/culture/musees/les-bateliers/documentation-et-presse/centre-d2019etudes-et-de-conservation-des-collections-communales/apercu-des-collections/nu-rodolphe-strebelle/nu-rodolphe-strebelle-1/view
- Gemeente Ukkel https://collections.heritage.brussels/fr/objects/79239
- Musée Maurice Carème Anderlecht http://www.mauricecareme.be/
- Sint-Jans-Molenbeek, Sint-Jan-Baptist-kerk  https://www.molenbeek.irisnet.be/nl/bestanden/toerisme/brochure-sjb-nl-2018.pdf
- Leerdam Glasmuseum https://web.archive.org/web/20230129142815/http://www.nationaalontwerparchief.nl/ontwerper/Strebelle,%20Rodolphe?source=seealso

## Persoonlijke tentoonstellingen
- 1922: Artistieke en Literaire Kring van Brussel (eerste persoonlijke tentoonstelling)
- 1927: Galerie Le Centaure, Brusse
- 1934: Museum voor Schone Kunsten, Gent
- 1938: Museum voor Schone Kunsten, Gent
- 1942: Galerie Pieter Breughel, Brussel
- 1954: Artistieke en Literaire Kring van Brussel
- 1959: Paleis voor Schone Kunsten in Brussel, XXIIIe tentoonstelling van schilders van de zee : Retrospectieve Rodolphe Strébelle
- 1960: Galerie Au Cheval de Verre, Brussel
- 1960: Cultureel en Artistiek Centrum van Ukkel
- 1961: Galerie Serco, Hoeilaart, september
- 1981:  Museum van Elsene
- 1981:  Boverie Museum in Luik
- 1981: Museum voor Schone Kunsten van Doornik

## Groepstentoonstellingen
- België :
  - 1918: Ukkel "De Hoef"[4]
  - 1921: Ukkel Art Center (stichtend lid).
  - 1922: Pour l'Art, Cercle Artistique et Littéraire de Bruxelles (volwaardig lid).
  - 1928: Belgische Koninklijke Vereniging van Aquarellisten, Paleis voor Schone Kunsten in Brussel (jaarlijkse tentoonstellingen met deze groep volgen)
  - 1929: Nervia (jaarlijkse tentoonstellingen)
  - 1930:  Wereldtentoonstelling van 1930: "Belgische Vereniging van Schilders van de Zee" (meerdere tentoonstellingen met deze groep volgen)
  - 1931: Bon Vouloir, Mons.
  - 1932: Art Libre, Artistieke en Literaire Kring van Brussel (stichtend lid)
  - 1933: Als ik kan, Antwerpen.
  - 1935: Wereldtentoonstelling in Brussel
  - 1949: Schilder van de Zee, Paleis voor Schone Kunsten in Brussel
  - 1950: Henegouwse kunstenaars.
  - 1958: Wereldtentoonstelling Brussel
  - Driejaarlijkse en vierjaarlijkse salons in Antwerpen, Luik en Gent[25]
- Buitenland :
  - 1922: Salon d'Automne, Parijs (Frankrijk).
  - 1928: Biënnale van Venetië (Italië)
  - 1930: Carnegie Institute, Pittsburgh (VS).
  - 1930: Belgische kunst in Engeland, Brighton Museum (VK)
  - 1930: Biënnale van Venetië
  - 1932: Belgische kunst in het Nationaal Museum van Riga (Letland)
  - 1932: Biënnale van Venetië
  - 1937: Wereldtentoonstelling in Parijs (Frankrijk).
  - 1939: Wereldtentoonstelling in New York
  - 1948: Biënnale van Venetië
  - 1953: Biënnale van Menton (Frankrijk).